# Sika Foyer
Sika Foyer, née en 1968, est une artiste plasticienne et artiste conceptuelle togolaise-américaine. Elle vit et travaille à New York. 

## Biographie

### Enfance et études
Sika Foyer naît en 1968 au Togo. Après le lycée, elle poursuit ses études aux Etats Unis où elle obtient une licence en économie au Baruch College et un master en politique urbaine à The New School à New York ,. Elle fait carrière dans le domaine de la banque immobilière avant de se lancer dans l'art.  

### Carrière artistique
Elle commence par la photographie et se met ensuite à la peinture à ses temps libres. En 2017 elle déménage à Boston et s'installe à Cambridge pour s'occuper de son fils malade. C'est dans cette ville qu'elle fut marquée par les œuvres exposées au Lunder Arts Center de Lesley et  décide de s'inscrire à un master en art visuel à l'Université de Lesley. 
En 2017, elle a été commissaire de l'exposition Affirmative Art à la Nagenda International Academy of Art and Design (NIAAD) de l'Université Makerere à Namulanda, Entebbe, Ouganda.  En 2021, elle a obtenu sa maîtrise en beaux-arts de l'Université Lesley de Cambridge, Massachusetts. Plusieurs de ses travaux récents portent sur le concept d' emballage . en 2021, son travail a fait l'objet d'une exposition personnelle Mara River Crossing à la Soloway Gallery de Brooklyn, New York. La même année, son travail a été présenté dans une exposition collective de sept artistes noirs contemporains Legacy and Rupture à la City Gallery de New Haven, Connecticut ,,,.